# Meuse de Bergen
Pour les articles homonymes, voir Maas.
La Meuse de Bergen ou Bergsche Maas est une rivière néerlandaise, qui a été creusée entre 1888 et 1904 pour relier le cours historique de la Meuse à l'Amer, entre Well et Mont-Sainte-Gertrude. La Bergsche Maas forme la frontière méridionale du Pays de Heusden et d'Altena. Sa longueur est de 29 km.

## Histoire

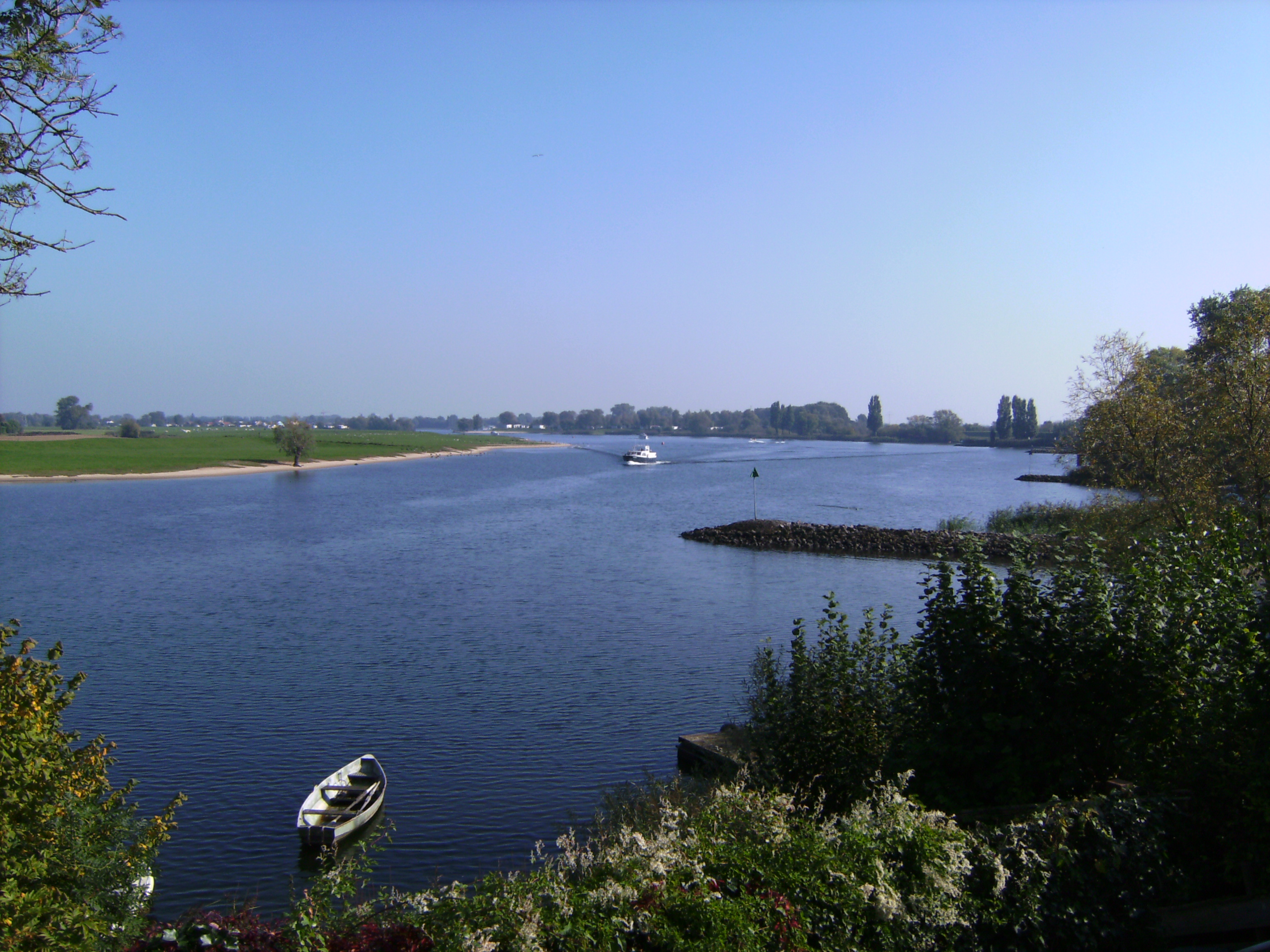
la Bergsche Maas près d'Andel

De 1273 à 1904, l'eau de la Meuse a coulé via l'actuelle Afgedamde Maas vers le nord-ouest, jusqu'au château de Loevestein et Woudrichem, lieu du confluent avec le Waal (partie du delta du Rhin) et début de la Merwede. Comme le niveau d'eau de la Meuse était en général inférieur à celui du Waal, cette situation occasionna de nombreuses inondations. Entre 1888 et 1904 des travaux eurent lieu à l'initiative de l'ingénieur Cornelis Lely : la Meuse historique fut barrée près de Well et devint l'Afgedamde Maas ; elle fut remplacée par une liaison avec l'Amer et le Hollands Diep, en passant par Heusden et Geertruidenberg. Cette dernière ville (Mont-Sainte-Gertrude) a donné son nom à la Bergsche Maas (Meuse montoise).
Les villages de Gansoijen et Haagoort furent sacrifiés pour l'aménagement de la Bergsche Maas, qui suit partiellement le lit d'un bras mosan encore plus ancien (antérieur à 1273), dont subsiste aujourd'hui l'Oude Maasje. La commune de Herpt, également appelé Herpt en Bern, fut coupée en deux : les villages de Herpt et de Bern furent séparés par le fleuve.

## Géographie et aménagement
Pour relier la Bergsche Maas à l'Afgedamde Maas, le Canal de Heusden (ou Heusdensch Kanaal) a été creusé entre Heusden et Wijk en Aalburg. La Bergsche Maas a un seul affluent : la Donge, près de Geertruidenberg.

### Ponts et bacs
- Deux ponts :
  - N267 entre Heusden et Wijk en Aalburg
  - A27 entre Raamsdonksveer et Hank

- Trois bacs :
  - Herpt - Bern
  - Drongelen - Waalwijk
  - Meeuwen - Capelle

## Source
- (nl) Cet article est partiellement ou en totalité issu de l’article de Wikipédia en néerlandais intitulé « Bergsche Maas » (voir la liste des auteurs).